# United States Army pendant la guerre du Vietnam
 (février 2025).
La mise en forme du texte ne suit pas les recommandations de Wikipédia : il faut le « wikifier ».
Les points d'amélioration suivants sont les cas les plus fréquents. Le détail des points à revoir est peut-être précisé sur la page de discussion.
- Les titres sont pré-formatés par le logiciel. Ils ne sont ni en capitales, ni en gras.
- Le texte ne doit pas être écrit en capitales (les noms de famille non plus), ni en gras, ni en italique, ni en « petit »…
- Le gras n'est utilisé que pour surligner le titre de l'article dans l'introduction, une seule fois.
- L'italique est rarement utilisé : mots en langue étrangère, titres d'œuvres, noms de bateaux, etc.
- Les citations ne sont pas en italique mais en corps de texte normal. Elles sont entourées par des guillemets français : « et ».
- Les listes à puces sont à éviter, des paragraphes rédigés étant largement préférés. Les tableaux sont à réserver à la présentation de données structurées (résultats, etc.).
- Les appels de note de bas de page (petits chiffres en exposant, introduits par l'outil «  Source ») sont à placer entre la fin de phrase et le point final[comme ça].
- Les liens internes (vers d'autres articles de Wikipédia) sont à choisir avec parcimonie. Créez des liens vers des articles approfondissant le sujet. Les termes génériques sans rapport avec le sujet sont à éviter, ainsi que les répétitions de liens vers un même terme.
- Les liens externes sont à placer uniquement dans une section « Liens externes », à la fin de l'article. Ces liens sont à choisir avec parcimonie suivant les règles définies. Si un lien sert de source à l'article, son insertion dans le texte est à faire par les notes de bas de page.
- La présentation des références doit suivre les conventions bibliographiques. Il est recommandé d'utiliser les modèles {{Ouvrage}}, {{Chapitre}}, {{Article}}, {{Lien web}} et/ou {{Bibliographie}}. Le mode d'édition visuel peut mettre en forme automatiquement les références.
- Insérer une infobox (cadre d'informations à droite) n'est pas obligatoire pour parachever la mise en page.

Pour une aide détaillée, merci de consulter Aide:Wikification.
Si vous pensez que ces points ont été résolus, vous pouvez retirer ce bandeau et améliorer la mise en forme d'un autre article.
La guerre du Viêt Nam (1955-1975) a confronté L'United States Army à toute une série de défis, tant dans le contexte militaire qu'à l'intérieur du pays. Dans les jungles denses du Viêt Nam, les soldats ont dû faire face à un ennemi invisible utilisant des tactiques de guérilla, tandis que le terrain difficile, les maladies tropicales et la menace constante d'embuscades ont mis à rude épreuve le moral et l'efficacité des troupes. Dans le même temps, la conscription a suscité des tensions aux États-Unis : des critiques ont été émises, par exemple lorsque de jeunes hommes ont été enrôlés contre leur gré, et la répartition inégale de la charge - en particulier au détriment de la classe ouvrière et des minorités ethniques - a donné lieu à de vastes protestations sociales.
Les réformes administratives et organisationnelles de l'armée américaine entre les années 1950 et l'entrée en guerre au Viêt Nam ont apporté une modernisation et une innovation significatives. Néanmoins, les exigences spécifiques de la guerre du Viêt Nam - en particulier la guérilla sur un terrain difficile - ont révélé les limites de ces réformes. Si l'armée était techniquement bien équipée, elle souffrait d'un manque d'adaptation stratégique et d'une politique de recrutement déséquilibrée qui ont limité son efficacité dans le conflit.

## Responsabilité, contrôle et organisation
Pendant la guerre du Viêt Nam, le commandement de l'armée était confié au président, comme c'est le cas aujourd'hui. Le secrétaire de l'armée, ou le bureau du secrétaire de l'armée, était responsable de l'formation, de l'équipement et de la gestion de l'armée.
Au sein de ce bureau, il y avait quatre secrétaires adjoints de l'armée : Gestion financière, Recherche et développement, Main-d'œuvre et affaires de réserve, et Installation et logistique. Ces derniers rendent compte au sous-secrétaire de l'armée de terre. En outre, le secrétaire de l'armée était assisté par l'assistant administratif, le conseil général, le chef de l'information publique et le chef de la liaison législative.
Le secrétaire de l'armée était assisté par l'état-major de l'armée, qui se composait du chef d'état-major, de l'état-major général de l'armée et de l'état-major spécial. Le chef d'état-major est le plus haut responsable militaire du secrétaire à la défense. En tant que membre du Comité des chefs d'état-major interarmées, il est le conseiller du président, du Conseil de sécurité nationale et du secrétaire à la défense. Au sein de l'armée, il est responsable devant le secrétaire d'État à l'armée et de l'administration, de l'entraînement et de l'approvisionnement de l'armée.
Le chef d'état-major dirige le bureau du chef d'état-major, qui comprend le vice-chef d'état-major, le gestionnaire du système de sauvegarde, le directeur de la planification et des opérations relatives aux troubles civils, le gestionnaire du système avancé d'appui aux tirs aériens, le vice-chef d'état-major adjoint et le secrétaire de l'état-major général.
Le chef d'état-major dispose également de 9 autres assistants : le chef d'état-major adjoint pour les opérations militaires, le chef d'état-major adjoint pour le personnel, le chef d'état-major adjoint pour la logistique, le contrôleur de l'armée, le chef de la recherche et du développement, le chef des composantes de réserve et les chefs d'état-major adjoints pour le développement des forces et le renseignement et les communications et l'électronique. En outre, 14 officiers d'état-major spéciaux sont affectés au chef d'état-major.

### Division

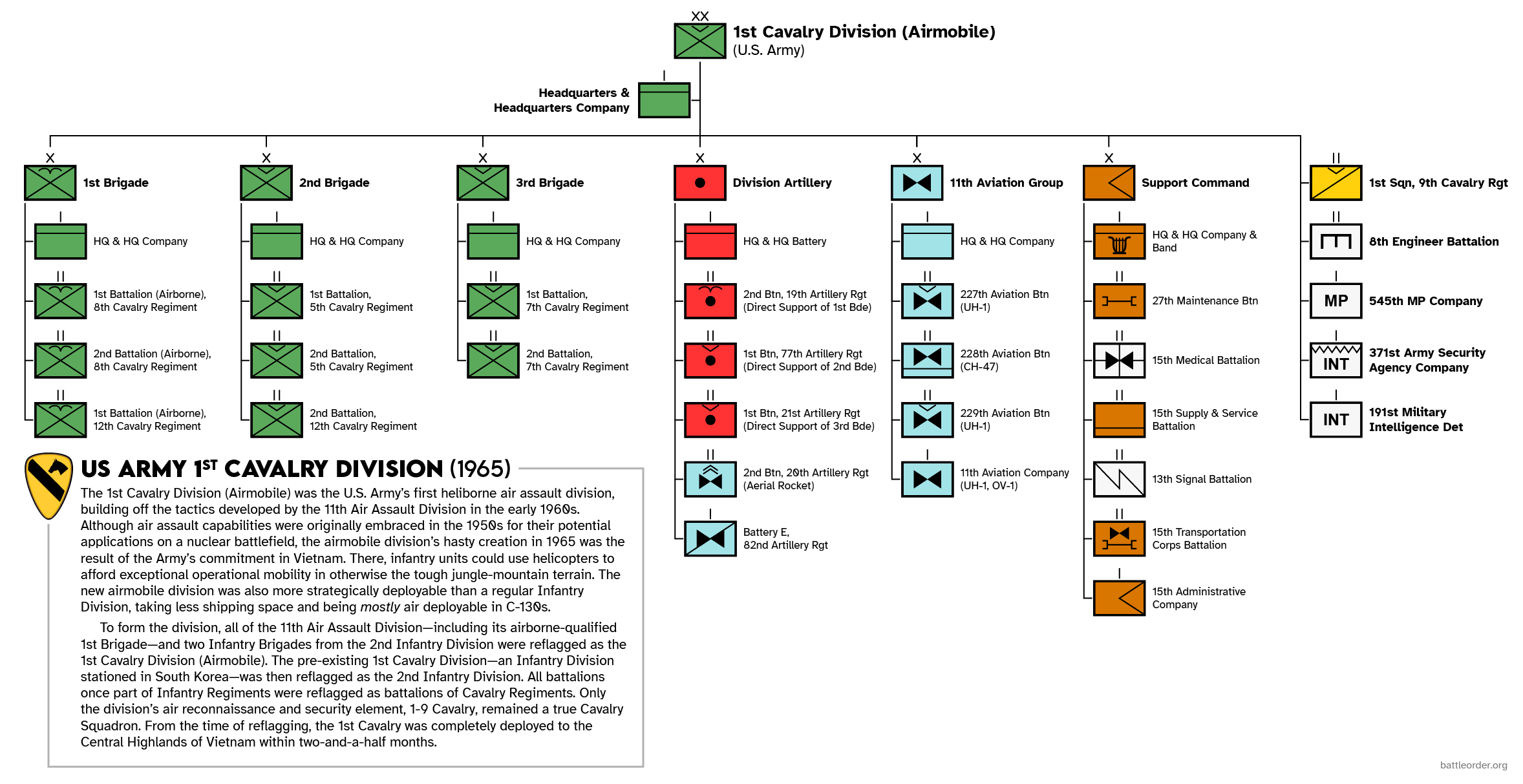
Organisation de la 1re division de cavalerie de l'armée américaine lorsqu'elle fut convertie en division aéromobile pour être déployée au Vietnam en 1965.

Les divisions ont été réorganisées dans le cadre de la structure de la Division de l'objectif de réorganisation de l'armée (ROAD). La réorganisation avait commencé avec la réorganisation des Airborne en 1964 et la création de la première division aéromobile en 1965. Il existe cinq types de divisions : Divisions d'infanterie, d'infanterie motorisée, de chars, aéroportées et aéromobiles. Cette réorganisation a été motivée par le constat qu'une division standard n'était pas en mesure de remplir toutes les tâches. Il était nécessaire que les divisions soient spécialisées dans une certaine mesure et qu'elles disposent d'une structure flexible pouvant être adaptée aux exigences des différents niveaux de conflit, du terrain, du climat, des capacités de l'ennemi et d'autres conditions. En 1968, l'effectif d'une division d'infanterie se situait entre 15 800 et 19 000 hommes.

### Brigade, bataillon, compagnie et peloton
Les brigades se composaient d'un nombre différent de bataillons et d'unités de soutien. Un groupe correspond à un régiment en termes d'échelon, mais se compose d'un nombre et d'un type différents de bataillons et de compagnies rattachés. Sur le plan organisationnel, il existe deux types de bataillons : Les bataillons fixes avec un état-major et un nombre prescrit d'unités organiques à l'effectif de la compagnie, affectées en permanence au bataillon et désignées par des lettres (par exemple A-D). Ils comprennent des unités de combat ainsi que des unités de soutien et de service. Bataillons flexibles dont l'état-major est la seule unité organique
Des compagnies de soutien/service et des détachements de différents types, numérotés séparément, étaient subordonnés au bataillon afin de l'adapter à sa mission. Quel que soit leur type, les bataillons d'infanterie avaient une structure de base commune. Les bataillons avaient un effectif de 800 à 1 000 soldats, répartis en 3 Rifle Companies (A-C) et une Combat Support Company ; à partir de 1967, une autre Rifle Company (D) a été ajoutée. Le quartier général de l'état-major du bataillon est composé du commandant, de l'officier exécutif, des officiers d'état-major et du sergent-major. La compagnie d'état-major du bataillon était divisée en un état-major de compagnie, une section de l'état-major du bataillon avec des assistants d'état-major et des spécialistes, et plusieurs pelotons.
- La Communications Platoon : Responsable de l'installation, du fonctionnement et de l'entretien des systèmes de communication radio, filaire et par messagerie du bataillon.
- Support Platoon : Responsable du transport du bataillon et de l'approvisionnement des compagnies en rations, eau, munitions, carburant, huile et lubrifiants.
- Maintenance Platoon : Responsable de l'inspection, des tests, de l'entretien, de la réparation et de la récupération de l'équipement.
- Medical Platoon : Responsable des soins médicaux, du traitement et de l'évacuation des blessés et de la lutte contre la propagation des maladies.

Chaque compagnie de rifle était composée de trois pelotons. Un peloton était l'unité tactique de base au sein d'une compagnie d'infanterie de l'armée américaine pendant la guerre du Viêt Nam. Une section d'infanterie se compose généralement de 30 à 40 soldats, répartis en un état-major (lieutenant, platoon sergeant) et quatre escouades. Le nombre exact de soldats pouvait varier en fonction des pertes, des renforts ou de la mission.

## Recrutement
En vertu de la loi sur le service sélectif de 1967, tous les hommes devaient s'inscrire à l'appel sous les drapeaux à l'âge de 18 ans. Cela permettait de s'engager jusqu'à l'âge de 27 ans. Au début de l'offensive terrestre américaine en 1965, les conscrits représentaient moins d'un tiers de l'armée. Dès qu'ils atteignaient l'âge de 18 ans, ils devaient s'inscrire auprès de la commission de recrutement locale, remplir un questionnaire de classification et subir un examen médical préalable à l'enrôlement afin de déterminer leur statut et la possibilité d'un ajournement ou d'une exemption. Des quotas mensuels sont alloués aux quelque 4 000 bureaux de conscription. Le système de sursis et d'exemption est basé sur une série de critères, notamment les qualifications physiques, l'éducation, les emplois importants, les difficultés familiales et les croyances religieuses.
Les travailleurs essentiels comprenaient les policiers, les pompiers, les médecins, les enseignants, le clergé et les étudiants en théologie, ainsi que certaines catégories de scientifiques et d'ingénieurs. Les hommes mariés avec ou sans enfants, les étudiants de l'enseignement supérieur, les hommes s'occupant de parents âgés et d'autres cas difficiles étaient généralement considérés comme moins prioritaires pour le statut I-A, mais à partir de 1966, lorsque le nombre de conscrits a été porté à 30 000 par mois, ces personnes ont également été appelées. L'année 1966 a été l'année record pour la conscription, lorsque de nouvelles divisions, brigades et unités de soutien ont été créées et que les unités existantes ont été renforcées en vue de leur déploiement au Viêt Nam : 382 000 personnes ont été appelées sous les drapeaux. Par la suite, le nombre de conscrits a largement dépassé les 200 000 par an, jusqu'à ce qu'il diminue en 1970.
Dans les semaines qui suivent leur inscription, les hommes doivent remplir un questionnaire de classification afin d'évaluer leur aptitude au service. Une classification I-A signifie qu'ils sont éligibles à la conscription. I-C, I-D, I-O, I-S, I-W et I-Y sont des exemptions pour les policiers, les ROTC, les objecteurs de conscience, les lycéens, les objecteurs de conscience effectuant un travail civil ou les personnes incorporées uniquement en cas de déclaration de guerre. I-A, I-B et I-S sont des exemptions pour les professions critiques, les travailleurs agricoles et les étudiants. III-A est une exception pour les cas d'extrême difficulté ou pour les enfants. IV-A, IV-B, IV-C, IV-D et F s'appliquent aux personnes ayant déjà effectué un service militaire ou ayant un seul fils survivant, aux fonctionnaires, aux étrangers résidents qui ne sont pas tenus de servir, aux ecclésiastiques ou aux étudiants en théologie, ainsi qu'aux personnes physiquement ou mentalement inaptes.
L'engagement était de deux ans, suivi de quatre ans dans la Ready Reserve après avoir quitté le service actif. Les hommes qui se portaient volontaires pour trois ans dans l'armée régulière se présentaient aux bureaux de recrutement locaux de l'armée. Ils pouvaient choisir leur Military occupation specialty (MOS) en fonction de leurs résultats au test de Armed Forces Classification Test (AFCT). Les résultats du test évaluaient les aptitudes dans des domaines tels que le travail de bureau, l'électronique, l'entretien général, l'entretien mécanique et la spécialisation technique. La note la plus importante était celle du test technique général (GT), comparable à un quotient intellectuel. Un fantassin devait obtenir un score GT minimum de 70, un soldat des forces spéciales de 100 et un candidat officier de 110.
De nombreux Noirs et Hispaniques se sont portés volontaires pour rejoindre les troupes aéroportées, soit parce qu'ils pouvaient y faire leurs preuves, soit simplement parce qu'ils pouvaient envoyer de l'argent supplémentaire à leur famille. Le GI Bill, qui permet de payer des études universitaires à l'issue du service actif, est une motivation majeure pour de nombreux volontaires, indépendamment de leur origine ethnique ou de leur statut social. Les volontaires peuvent s'engager dans le cadre du programme d'entrée différée, même s'ils sont encore au lycée, et retarder leur engagement jusqu'à six mois. La période d'ajournement n'est pas prise en compte dans l'obligation de service, mais elle l'est dans le temps nécessaire pour obtenir une promotion. Avant d'être appelés sous les drapeaux, ils devaient passer un examen médical, qui était répété lors de leur entrée en service afin de s'assurer qu'ils remplissaient toujours les conditions requises. Il existait également un programme de jumelage dans le cadre duquel deux amis ou plus pouvaient s'enrôler et être assurés de suivre au moins le BCT (Basic Combat Training) et peut-être l'AIT (Advanced Individual Training) ensemble s'ils avaient le même MOS.

## Formation

### Hommes enrôlés

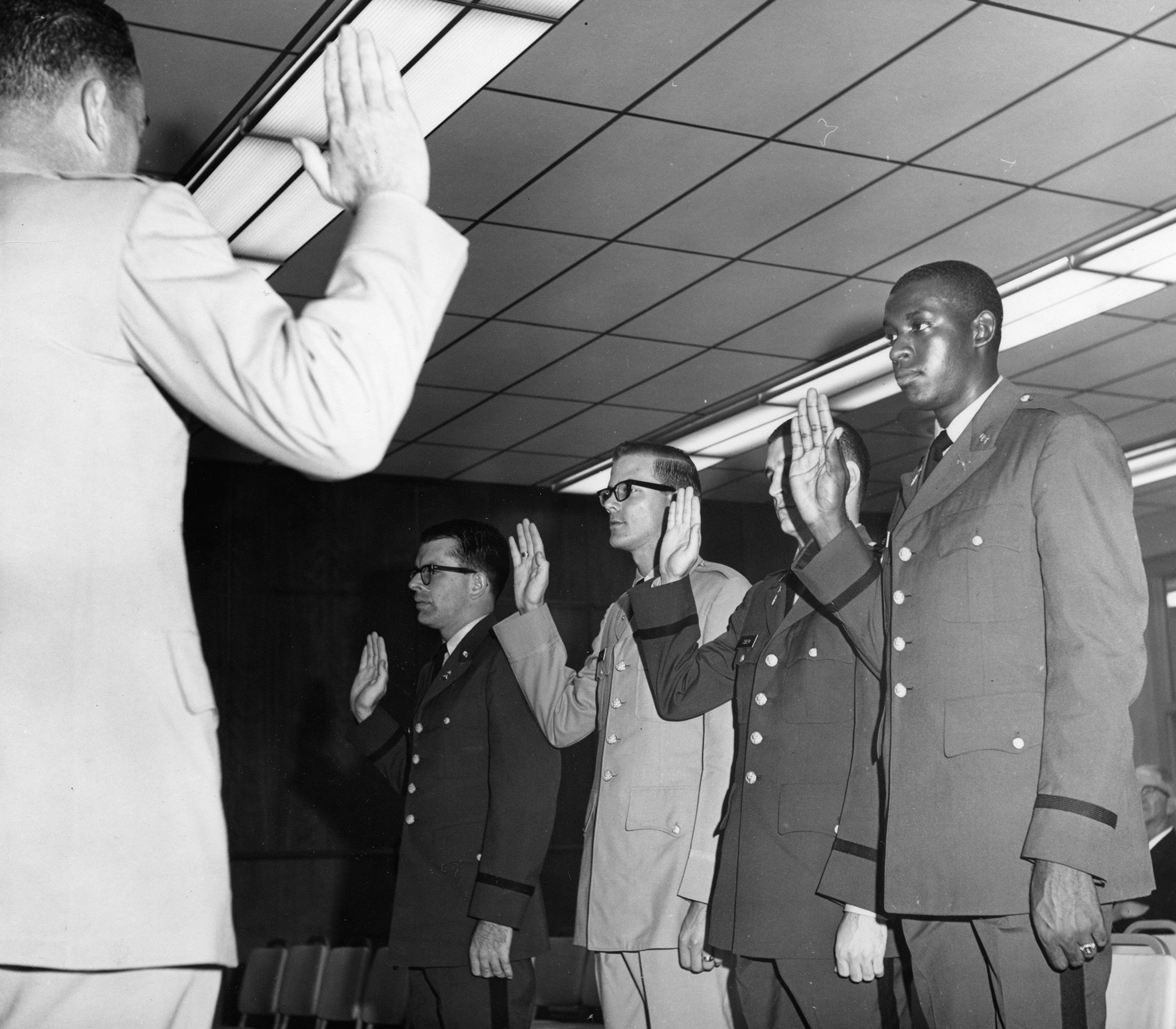
Oscar K. Chamber, premier diplômé du Corps de formation des officiers de réserve afro-américains, Arlington State College; de gauche à droite, Thomas M. Darnall, Douglas W. Spruill, Eddie W. Osburn, et Oscar K. Chambers

La classe dure 8 semaines et sert à l'entraînement au maniement des armes à feu, à l'orientation sur l'armée, sur le système juridique auquel ils sont désormais soumis, sur le code de conduite qui régit leur comportement au combat et en tant que prisonniers, et sur les ordres généraux qui définissent les exigences du service de garde. Ils ont également suivi un entraînement physique et reçu une formation aux premiers secours. Il y avait des courses d'endurance, des entraînements en circuit et des exercices de musculation. Les douze exercices quotidiens de l'armée, tels que les flexions latérales, les touchers d'orteils, les sauts à cheval sur le côté, les moulins à vent, les accroupissements, les battements de jambes, les abdominaux, les fentes, les pompes en huit ou la course sur place, étaient également très fréquents.
L'entraînement de confiance au contact physique comprenait des exercices d'obstacles et de confiance, ainsi que plusieurs heures d'entraînement au combat à la baïonnette et huit heures d'entraînement au combat rapproché. L'entraînement tactique individuel comprenait des techniques de déplacement de jour et de nuit et de camouflage. Deux semaines entières ont été consacrées à l'entraînement aux armes à feu, au montage et au démontage, à l'entretien et au nettoyage, à la mise à zéro, au tir à des distances connues et au tir de combat. Ce dernier, appelé Trainfire I, consistait à tirer sur des cibles debout, à genoux, accroupi, couché et dans une tranchée. Huit heures supplémentaires ont été consacrées au tir de combat en groupe et à un cours de combat rapproché au cours duquel deux stagiaires se sont couverts mutuellement avec des munitions réelles.
Le cours d'infiltration offrait un haut degré de réalisme, de stress et de confiance en soi. La nuit, les recrues pénètrent dans une tranchée perpendiculaire à la ligne de tir de plusieurs mitrailleuses. Depuis la tranchée, ils rampaient vers les mitrailleuses, qui tiraient des balles traçantes au-dessus de leur tête tandis qu'ils rampaient à travers des obstacles de fil barbelé et faisaient exploser des charges explosives. À intervalles réguliers, des projecteurs montés sur des poteaux s'allumaient pour simuler des fusées éclairantes, obligeant les recrues à s'arrêter et à attendre qu'elles s'éteignent avant de continuer à ramper. La formation de base s'est terminée par une cérémonie de remise des diplômes et une courte pause avant le début de la phase suivante de la formation.
Les hommes affectés à l'infanterie se rendent dans l'une des nombreuses écoles pour commencer leur formation dans leur spécialité ; certains suivent un cours de préparation au commandement de deux semaines afin d'être déployés en tant que chefs d'escouade et chefs de section. Les hommes sont répartis dans des compagnies d'entraînement composées de trois pelotons et d'un peloton de soutien. Au cours de l'entraînement prolongé, qui a également duré 8 semaines, les hommes ont appris la tactique, le combat rapproché, les tâches de patrouille et l'orientation. Ils ont appris à manier tous les types d'armes, des pistolets aux lance-grenades en passant par les lance-roquettes et les mitrailleuses de calibre 50.
Parmi les autres sujets abordés, citons l'entraînement à la survie, le maniement des radios, des mines et des pièges. Pour la première fois, les hommes ont reçu des informations spécifiques sur le type de guerre qu'ils allaient rencontrer au Viêt Nam. Certains stagiaires se sont portés volontaires pour suivre le cours de base aéroporté à Fort Benning, à condition d'avoir réussi le test d'aptitude physique aéroporté de trois semaines et d'avoir effectué cinq sauts en parachute.

### Les officiers
La formation des officiers pendant la guerre du Viêt Nam était basée sur une combinaison de plusieurs méthodes. Celles-ci comprenaient l'Académie militaire des États-Unis à West Point, le Reserve Officers Training Corps (ROTC) et les Officers Canditate Schools (OCS). Un candidat potentiel à West Point devait d'abord être nommé. Environ 85 % des nominations disponibles chaque année étaient faites par des membres du Congrès pour des citoyens de leur État ou de leur district. Les nominations se font par le biais d'examens compétitifs parmi plusieurs groupes éligibles. Quarante nominations étaient disponibles à tout moment pour les fils d'anciens combattants décédés ou invalides à 100 % de toutes les guerres ou conflits reconnus, y compris le Viêt Nam. Chaque année, 170 nominations sont attribuées sur concours à des soldats de l'armée régulière et de la réserve.
Les fils des membres des forces régulières et des officiers de réserve, toujours en service actif avec au moins huit ans de service, peuvent postuler pour 100 postes de cadets réservés annuellement pour nomination par le président. Le nombre de fils de récipiendaires de la médaille d'honneur n'était pas limité. Les candidats à l'OCS sont recrutés soit parmi les soldats, en particulier les sous-officiers, soit parmi les Premier cycle universitaire supérieur titulaires d'une licence. Les soldats étaient désignés par leur commandant ou postulaient eux-mêmes à l'OCS. Cette voie est couramment empruntée par les soldats qui ont déjà prouvé leurs compétences lors d'un entraînement ou d'un déploiement. Les candidats passent des tests supplémentaires, notamment des tests d'aptitude, des examens physiques et des entretiens de sélection. Les diplômés du collège ont suivi 8 semaines de formation de base et 9 semaines de formation individuelle avancée avant d'entamer le cours d'OCS.
Au cours du stage de 14 semaines pour les officiers masculins et du stage de 18 semaines pour les officiers féminins du Women's Army Corps (WAC), ils sont soumis à un processus de sélection qui les prépare à être affectés en tant qu'officiers subalternes de leur division. Le recrutement pour le ROTC s'adresse principalement aux étudiants des collèges. Le programme offre la possibilité de remplir des obligations militaires tout en poursuivant des études universitaires. Il est particulièrement intéressant pour ceux qui veulent éviter de s'enrôler dans l'armée en tant que soldat. Les recruteurs de la Junior Division ROTC visitaient activement les écoles secondaires et encourageaient les diplômés à s'inscrire dans les universités qui proposaient des programmes ROTC. Les étudiants se voient offrir la possibilité de combiner une éducation militaire avec une éducation universitaire. Les bourses d'études du ROTC font l'objet d'une forte publicité et offrent des incitations financières telles que la prise en charge des frais de scolarité, des allocations mensuelles et des allocations de livres pour les étudiants qualifiés.
Les recruteurs de la Senior Division ROTC ciblent les étudiants des collèges et universités civils. Alors que la Junior Division, ROTC, propose une formation militaire dans les écoles secondaires, il existe un programme de 4 ans et un programme de 2 ans pour la Senior Division. Le programme de quatre ans comprend un cours de base de deux ans suivi d'un cours avancé de deux ans et d'un camp d'entraînement d'été de six semaines généralement suivi entre la première et la deuxième année. Le programme de deux ans était destiné aux étudiants qui, pour une raison ou une autre, n'étaient pas en mesure de suivre le cours de base. Cette catégorie comprend les étudiants transférés des collèges qui n'ont pas de programme ROTC. Au lieu de suivre le cours de base, ils participent à un camp d'été de six semaines avant de suivre le cours avancé. Au départ, la participation au ROTC était volontaire pour la plupart des étudiants. Cependant, pendant la guerre du Vietnam, de nombreux collèges ont exigé que les étudiants de première et deuxième année suivent le programme du ROTC dans le cadre du cours de base.

### Solde
|                     | moins que 2 ans | sur 2 ans | sur 3 ans | sur 4 ans | sur 6 ans | sur 8 ans | sur 10 ans | sur 12 ans | sur 14 ans | sur 16 ans | sur 18 ans | sur 20 ans |
| General of the Army | 1956            | 2025      | ""        | ""        | ""        | 2103      | ""         | 2264       | ""         | 2426       | ""         | 2588       |
| General             | 1956            | 2025      | ""        | ""        | ""        | 2103      | ""         | 2264       | ""         | 2426       | ""         | 2588       |
| Lieutenant-General  | 1734            | 1779      | 1818      | ""        | ""        | 1863      | ""         | 1941       | ""         | 2103       | ""         | 2264       |
| Major-General       | 1570            | 1617      | 1656      | ""        | ""        | 1779      | ""         | 1863       | ""         | 1941       | 2025       | 2103       |
| Brigade-General     | 1305            | 1394      | ""        | ""        | 1456      | ""        | 1540       | ""         | 1617       | 1779       | 1902       | ""         |

|                    | moins que 2 ans | sur 2 ans | sur 3 ans | sur 4 ans | sur 6 ans | sur 8 ans | sur 10 ans | sur 12 ans | sur 14 ans | sur 16 ans | sur 18 ans | sur 20 ans |
| Colonel            | 967             | 1063      | 1132      | ""        | ""        | ""        | ""         | ""         | 1170       | 1356       | 1425       | 1456       |
| Lieutenant-Colonel | 773             | 909       | 971       | ""        | ""        | ""        | 1001       | 1054       | 1125       | 1209       | 1278       | 1317       |
| Major              | 652 $           | 793 $     | 847 $     | ""        | 862 $     | 901 $     | 962 $      | 1016 $     | 1063 $     | 1109       | 1140 $     | ""         |

|                   | moins que 2 ans | sur 2 ans | sur 3 ans | sur 4 ans | sur 6 ans | sur 8 ans | sur 10 ans | sur 12 ans | sur 14 ans | sur 16 ans | sur 18 ans | sur 20 ans |
| Captain           | 606 $           | 677 $     | 723 $     | 801 $     | 839 $     | 870 $     | 916 $      | 962 $      | 985 $      | ""         | ""         | ""         |
| First Lieutenant  | 486 $           | 577 $     | 693 $     | 716 $     | 731 $     | ""        | ""         | ""         | ""         | ""         | ""         | ""         |
| Second Lieutenant | 417 $           | 462 $     | 577 $     | ""        | ""        | ""        | ""         | ""         | ""         | ""         | ""         | ""         |

|                         | moins que 2 ans | sur 2 ans | sur 3 ans | sur 4 ans | sur 6 ans | sur 8 ans | sur 10 ans | sur 12 ans | sur 14 ans | sur 16 ans | sur 18 ans | sur 20 ans |
| Chief Warrant officer 4 | 617 $           | 662 $     | "" $      | 677 $     | 708 $     | 739 $     | 770 $      | 824 $      | 862 $      | 893 $      | 916 $      | 947 $      |
| Chief Warrant officer 3 | 561 $           | 609 $     | "" $      | 616 $     | 624 $     | 669 $     | 708 $      | 731 $      | 754 $      | 777 $      | 801 $      | 832 $      |
| Chief Warrant officer 2 | 491 $           | 531 $     | "" $      | 547 $     | 577 $     | 609 $     | 632 $      | 654 $      | 677 $      | 701 $      | 723 $      | 747 $      |
| Warrant officer         | 409 $           | 469 $     | "" $      | 508 $     | 531 $     | 554 $     | 577 $      | 600 $      | 624 $      | 647        | 669        | 693        |

|                      | moins que 2 ans | sur 2 ans | sur 3 ans | sur 4 ans | sur 6 ans | sur 8 ans | sur 10 ans | sur 12 ans | sur 14 ans | sur 16 ans | sur 18 ans | sur 20 ans |
| Sergeant Major       |                 |           |           |           |           |           | 701        | 717        | 734        | 750        | 767        | 782        |
| Master Sergeant      |                 |           |           |           |           | 588       | 605        | 621        | 637        | 653        | 669        | 685        |
| Sergeant First Class | 369             | 443       | 459       | 476       | 492       | 507       | 524        | 540        | 564        | 580        | 597        | 605        |
| Staff Sergeant       | 318             | 387       | 403       | 419       | 435       | 451       | 468        | 492        | 507        | 524        | 532        |            |
| Sergeant             | 275             | 339       | 355       | 371       | 395       | 411       | 427        | 443        | 451        |            |            |            |
| Corporal             | 231             | 290       | 306       | 330       | 347       |           |            |            |            |            |            |            |
| Private first class  | 167             | 233       | 249       | 266       |           |           |            |            |            |            |            |            |
| Private              | 138             | 193       | ""        | ""        | ""        | ""        | ""         | ""         | ""         | ""         | ""         | ""         |

### Promotion
Pendant la guerre du Viêt Nam, les officiers éligibles étaient placés sur différentes listes de promotion en fonction de leur affiliation aux départements de l'armée. Pour figurer sur l'une de ces listes, l'intéressé devait avoir reçu une évaluation positive dans un rapport d'évaluation des officiers (OER). La promotion s'appliquait aussi bien à l'armée régulière qu'à la réserve et pouvait être accordée pour une durée limitée ou illimitée. En outre, la promotion dépendait des postes vacants à pourvoir. L'évaluation d'un REO est généralement effectuée par le supérieur direct de l'officier, par exemple un commandant de compagnie ou de bataillon (au grade de major ou de lieutenant-colonel). L'évaluation portait sur les points suivants
- Les compétences en matière de leadership : Dans quelle mesure l'officier a-t-il dirigé efficacement ses subordonnés ?
- Les compétences tactiques : Dans quelle mesure l'officier a-t-il appliqué les connaissances et les compétences militaires ?
- L'initiative et l'engagement : L'officier a-t-il fait preuve d'initiative et de détermination dans l'exercice de ses fonctions, en particulier dans des situations stressantes telles que la guerre du Viêt Nam ?
- Caractère et intégrité : L'agent a-t-il fait preuve de force morale et d'un comportement exemplaire ?
- Réalisations sur le terrain : En particulier pendant la guerre du Viêt Nam, l'accent était mis sur les performances au combat, par exemple par le biais de missions réussies ou d'un leadership efficace au combat.

Une promotion était recommandée ou rejetée sur la base de critères définis. Un autre officier (évaluateur principal) de grade supérieur (par exemple, un commandant de brigade ou de division, généralement un colonel) revoit l'évaluation et y ajoute une appréciation de plus haut niveau. L'évaluateur principal fournit une évaluation relative de la manière dont l'officier se situe par rapport à ses pairs (par exemple, « 5 % des meilleurs capitaines de la brigade »). Cette évaluation était essentielle pour figurer sur la liste de promotion. Après une recommandation positive de l'évaluateur principal, l'officier était inscrit sur la liste de promotion. Cette liste est ensuite transmise au comité de sélection des promotions.
Le comité de sélection des promotions est un comité qui prend la décision finale en matière de promotion. Il est composé d'officiers expérimentés, dont le grade va généralement de celui de lieutenant-colonel à celui de général, afin de garantir la prise en compte de différents points de vue. Le comité de sélection évalue le candidat sur la base de ses performances, de son expérience et de son potentiel. À l'issue de l'examen, les candidats sont désignés comme suit : « pleinement qualifiés pour la promotion », « meilleurs candidats » ou « meilleurs candidats » : Entièrement qualifié pour la promotion, le mieux qualifié pour la promotion, sélectionné pour le maintien dans le grade ou non sélectionné.
La mention « entièrement qualifié pour la promotion » a été attribuée à tous les officiers du corps médical et dentaire pouvant être promus au grade de major ou de lieutenant-colonel, ainsi qu'aux officiers figurant sur toutes les listes de promotion au grade de capitaine. La mention « le plus qualifié pour la promotion » a été attribuée pour les promotions temporaires au grade de colonel et, à l'exception des officiers du corps médical et dentaire, au grade de lieutenant-colonel et de major. Les officiers sélectionnés pour le maintien dans le grade sont ceux dont les performances actuelles ne justifient pas une promotion, mais qui pourraient le faire à l'avenir.
Une autre option était la promotion à l'ancienneté (time-in-grade). Pour remédier à la stagnation des promotions, celles-ci sont déterminées indépendamment des postes vacants. Ainsi, tous les sous-lieutenants qualifiés sont promus au grade de premier lieutenant après 3 ans de service. Un premier lieutenant est promu capitaine après 7 ans de service ; un capitaine est promu major après 14 ans de service et un major est promu lieutenant-colonel après 21 ans de service. En vertu de la loi sur le personnel des officiers de 1947, des pourcentages ont été établis pour chaque grade permanent de l'armée régulière. La promotion des officiers dépend donc des postes vacants en dessous de l'effectif autorisé.

## Service médical

### Medical Service Corps

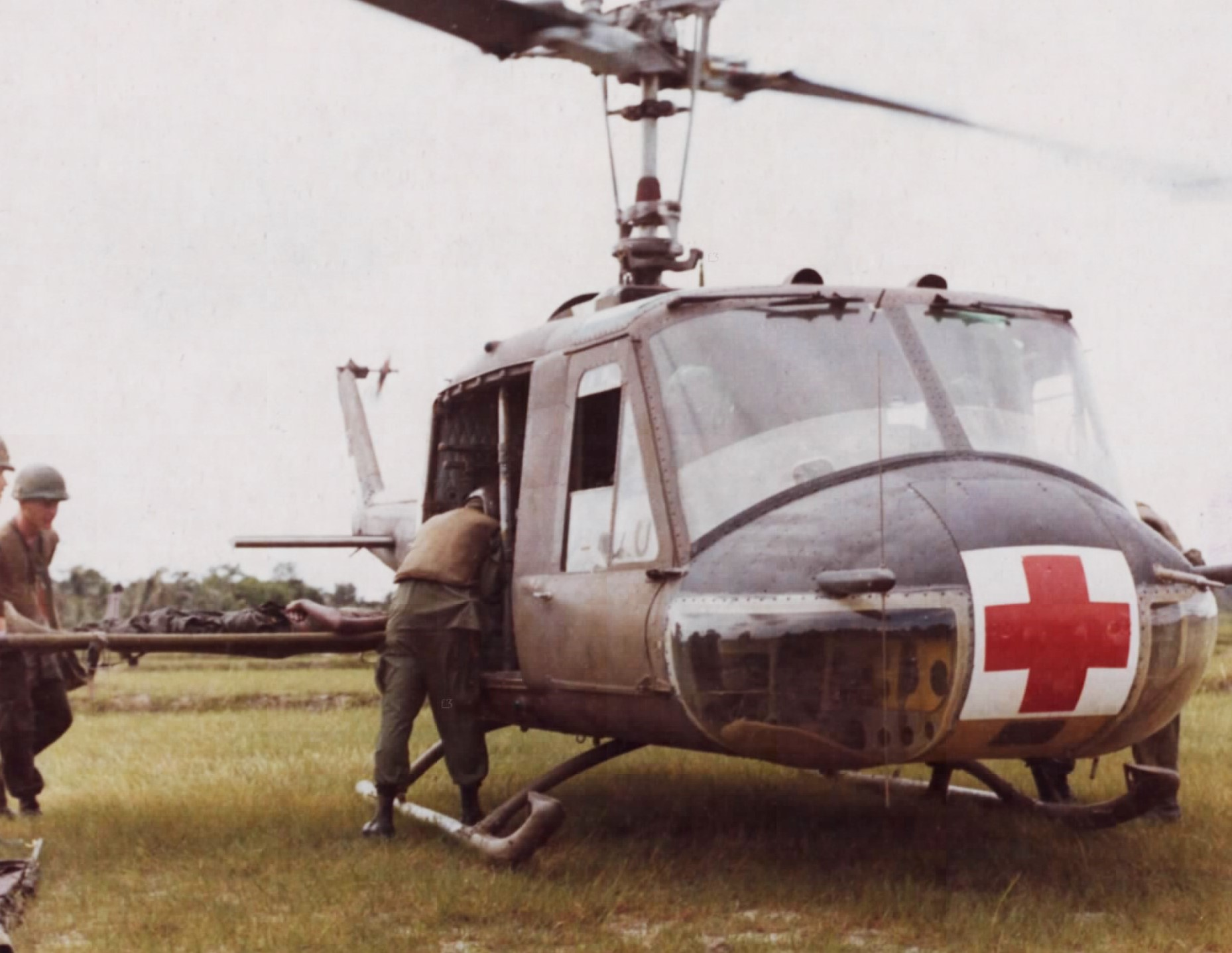
Des hélicoptères UH-1D transportent par avion les blessés dans la région de la province de Xa Ba Phoc lors de l'opération Wahiawa, mission de recherche et de destruction menée par la 25e Division d'infanterie.

Le Medical Service Corps a joué un rôle essentiel dans les soins médicaux, la logistique et l'administration pendant la guerre du Viêt Nam. Le Medical Service Corps était divisé en quatre divisions : pharmacie, approvisionnement et administration, sciences médicales auxiliaires, hygiène et ophtalmologie : La pharmacie, l'approvisionnement et l'administration, les sciences médicales auxiliaires, l'hygiène et l'ophtalmologie. Ces quatre divisions ont été subdivisées en vingt spécialités différentes. À l'exception de la pharmacie, de l'approvisionnement et de l'administration, où des changements ont été apportés, les officiers du service médical sont restés dans leur spécialité tout au long de leur carrière.
Les spécialités incluses dans la section des sciences médicales connexes sont : l'entomologie médicale, l'audiologie, les sciences de laboratoire médical (physiologie, bactériologie, biochimie, immunologie, parasitologie, sciences de laboratoire connexes, médecine nucléaire, psychologie, sociologie, nutrition clinique de laboratoire) et la podologie. La pharmacie, l'approvisionnement et l'administration comprennent des professions telles que pharmacien, assistant médical de campagne, officier d'approvisionnement médical, officier de maintenance, adjudant, officier d'approvisionnement, officier du personnel, analyste de gestion, officier des systèmes de traitement automatisé des données, officier d'administration, greffier, contrôleur de gestion et officier des archives machines.
Les médecins militaires sont généralement recrutés par le ROTC et formés au Brooke Army Medical Center, à Fort Sam à Houston ou à la Medical Service Veterinary School de Chicago. Les programmes de ces institutions comprennent une formation militaire de base ainsi qu'une formation avancée pour les éléments de tous les corps et spécialités du département médical. La formation de base du MSC durait 16 semaines et était suivie d'une formation avancée de 21 semaines.

### Army Nurse Corps
Le recrutement d'infirmières pour la guerre du Viêt Nam a posé un défi totalement différent de celui des guerres précédentes, au cours desquelles des milliers d'infirmières s'étaient portées volontaires pour le service militaire. Les recruteurs de la guerre du Viêt Nam ont dû relever le défi du recrutement d'infirmières pour l'ANC. Ils ont dû faire face à toute une série de problèmes, notamment la controverse entourant la guerre, l'évolution de l'opinion publique sur les rôles des femmes et des hommes, et l'évolution de la définition des soins infirmiers. Les infirmières ont appris les procédures administratives et de tenue des dossiers, le protocole et la hiérarchie de l'armée, l'organisation du département médical et les méthodes de traitement des blessures de guerre courantes au cours de six semaines de formation de base. La préparation à la guerre comprenait également la visite d'un village vietnamien improvisé et l'apprentissage de la lecture de cartes.

### Traitement

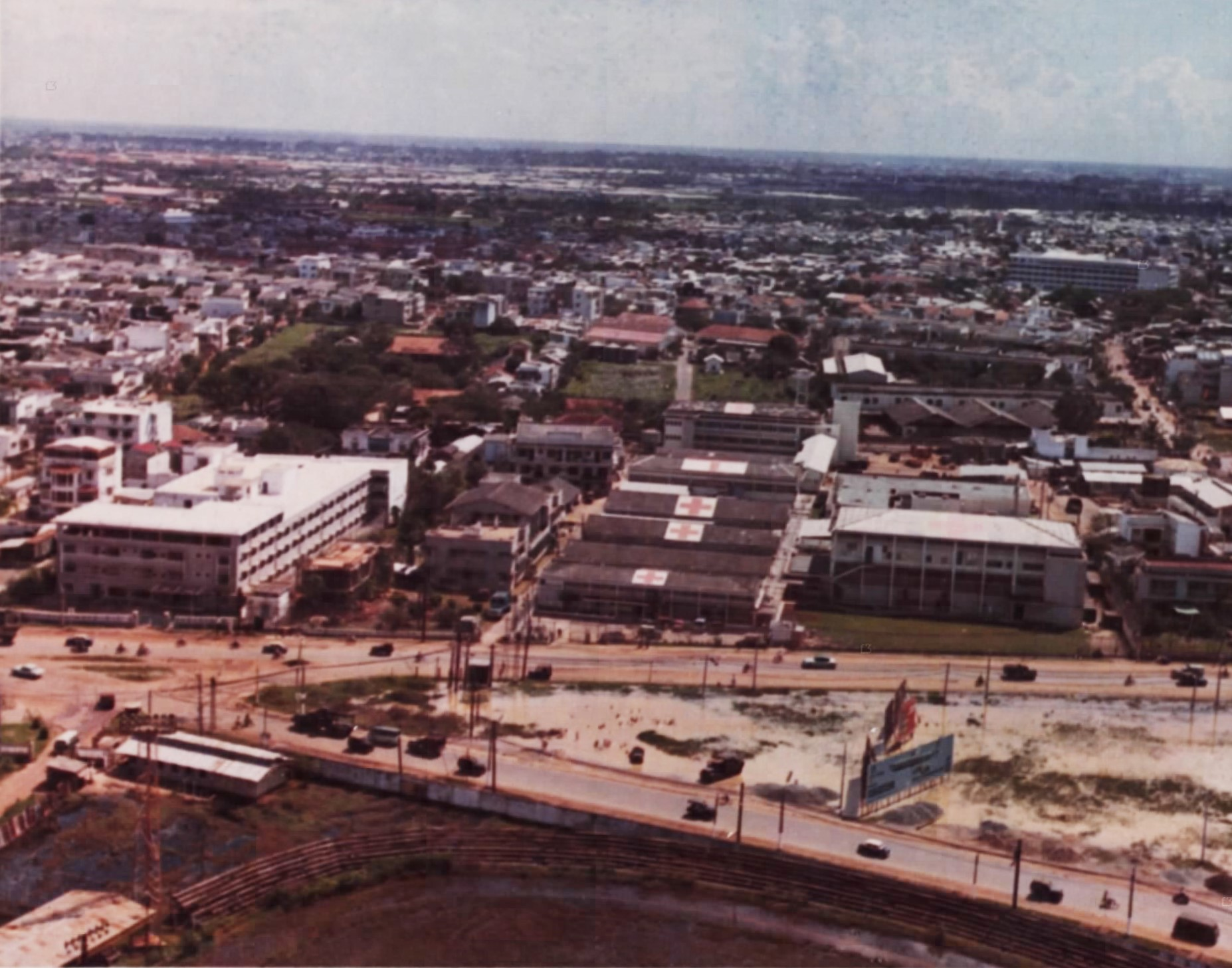
3ème hôpital de campagne et carrefour Tan Son Nhut NARA

La prise en charge médicale des blessés dans l'armée américaine pendant la guerre du Vietnam était un système complexe, en plusieurs étapes, visant à maximiser les chances de survie des blessés. Le traitement et l'évacuation ont été fortement influencés par l'utilisation systématique d'hélicoptères (MEDEVAC, Medical Evacuation), qui ont permis de retirer rapidement les blessés du champ de bataille et de les transporter vers des installations médicales. La guerre du Viêt Nam a été le premier conflit au cours duquel les hélicoptères ont été systématiquement utilisés pour les évacuations médicales. Le temps moyen entre la blessure et l'arrivée dans un centre médical était d'environ 35 à 45 minutes.
Les hélicoptères étaient souvent équipés de personnel médical qui pouvait prendre des mesures de sauvetage pendant le transport, comme l'administration d'oxygène, les perfusions ou la réanimation. Après avoir été évacués du champ de bataille, les blessés sont transportés vers un hôpital de campagne situé à proximité. Les chirurgiens de campagne, les anesthésistes et le personnel médical y pratiquaient des interventions chirurgicales vitales. L'objectif était de stabiliser les blessés avant de les évacuer vers un hôpital mieux équipé. Si la blessure était plus grave et nécessitait un traitement plus approfondi, les blessés étaient transférés dans un hôpital militaire de niveau supérieur.

## Women's Army Corps
Créés à l'origine pendant la Seconde Guerre mondiale, une douzaine d'officiers du WAC ont été transférés au quartier général du MACV et au quartier général de l'armée américaine au Viêt Nam (USARV) nouvellement créé en 1965, à la demande du général Westmoreland, afin de remplir des fonctions non liées au combat. Fin 1965, le général Westmoreland a demandé 15 WAC supplémentaires pour le quartier général du MACV. En juin 1970, plus de 20 femmes travaillaient au quartier général du MACV. Les officiers et sous-officiers affectés au MACV et à l'USARV se sont révélés si utiles que l'année suivante, le général Westmoreland a demandé un autre détachement de WAC - principalement des dactylos - pour le quartier général, l'USARV et d'autres commandements américains au Viêt Nam.
Au début de l'année 1967, environ 80 femmes soldats sont arrivées et ont été affectées au détachement WAC. Le nombre maximum de WAC déployées au Viêt Nam a été atteint en janvier 1970 : 20 officiers et 139 femmes enrôlées. En 1972, le retrait de toutes les troupes américaines du Viêt Nam a commencé. Après six ans, le détachement WAC, USARV, a été dissous en septembre 1972 et la plupart des femmes sont rentrées aux États-Unis, où elles ont été réaffectées. Quelques officiers et femmes enrôlées sont restés à Saigon jusqu'en mai 1973. Au total, environ 700 femmes officiers et soldats ont servi au Viêt Nam entre 1962 et 1973. Le Women's Army Corps a été dissous par le Congrès en octobre 1978. Par la suite, les femmes qui entraient dans l'armée n'étaient plus affectées au WAC, mais à toutes les autres branches du service (par exemple, les engagés, la police militaire, les services de renseignement, etc.

## Crime de guerre

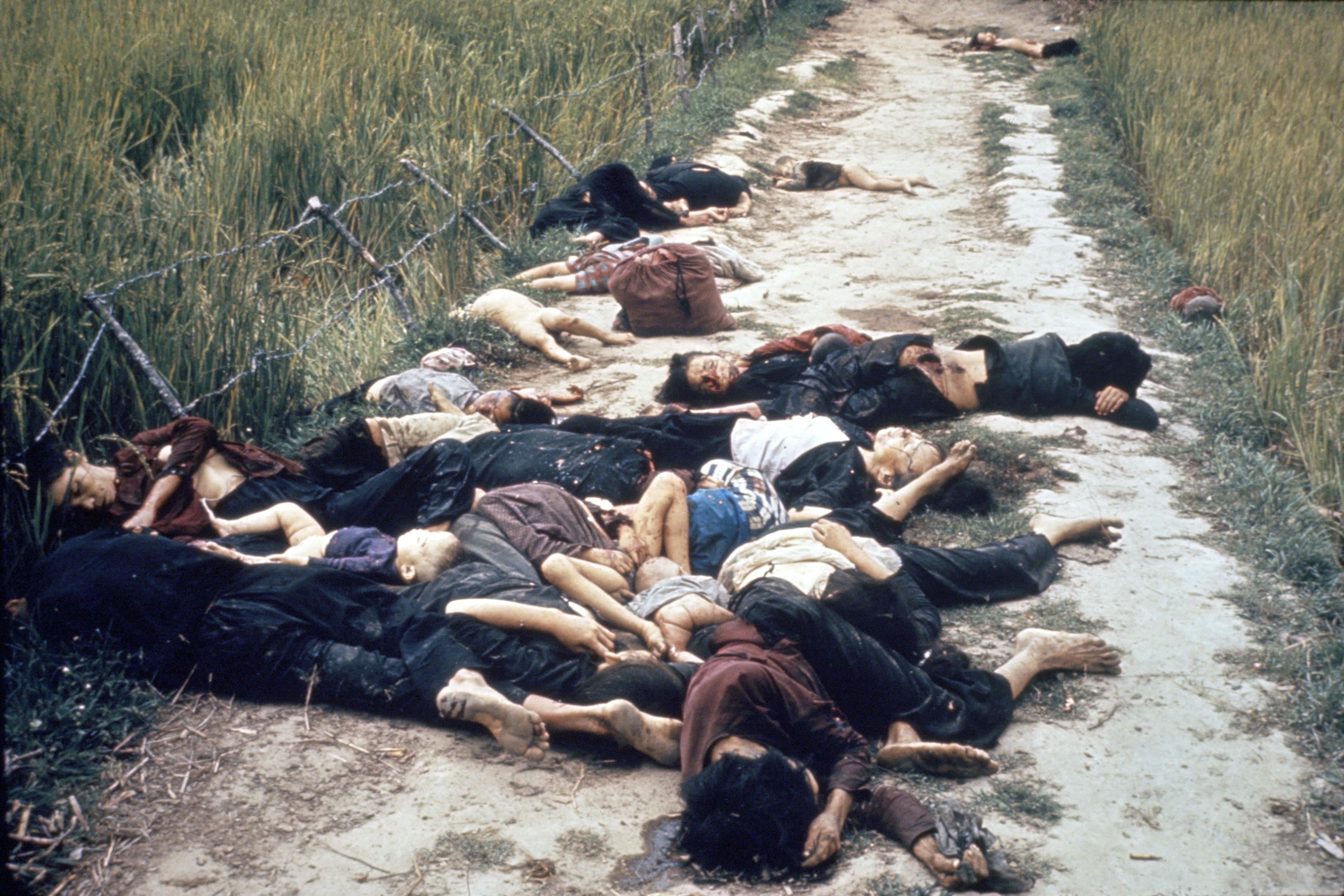
Photo prise par le photographe de l'armée américaine Ronald L. Haeberle le 16 mars 1968 au lendemain du massacre de My Lai montrant principalement des femmes et des enfants morts sur une route.

La guerre du Viêt Nam a été caractérisée par de nombreux crimes de guerre commis par l'armée américaine. Ces crimes comprennent le massacre de civils, l'utilisation d'armes chimiques, la torture et la destruction de villages entiers et d'infrastructures. Le crime de guerre le plus célèbre est le massacre de My Lai, le 16 mars 1968, au cours duquel des soldats de la « Charlie Company » ont brutalement assassiné jusqu'à 504 civils, dont des femmes, des enfants et des personnes âgées. De nombreuses victimes ont été violées, mutilées ou brûlées à mort au préalable. Des massacres similaires, comme celui de My Khe ou dans le cadre de l'opération Speedy Express, au cours duquel jusqu'à 5 000 civils ont trouvé la mort, ont eu lieu dans d'autres endroits.
L'utilisation généralisée de l'agent orange, un défoliant, a également entraîné des dommages environnementaux massifs et des conséquences sanitaires à long terme qui ont affecté des millions de Vietnamiens. Les bombes au napalm, qui ont détruit des villages entiers, et les pratiques de torture telles que les chocs électriques ou le waterboarding des prisonniers sont d'autres exemples des atrocités de la guerre. Les crimes de guerre ont été commis par diverses unités de l'armée américaine, la pression exercée sur les soldats pour qu'ils prouvent leur succès en tuant des ennemis (body count), le racisme et la déshumanisation générale de la population vietnamienne jouant un rôle décisif. Les unités particulièrement touchées, comme la « Charlie Company », sont devenues célèbres, mais des crimes similaires ont été commis dans de nombreuses régions.
L'enquête sur ces crimes de guerre a été insuffisante. Dans le cas du massacre de My Lai, l'armée américaine a d'abord tenté d'étouffer l'affaire jusqu'à ce qu'un dénonciateur, Ron Ridenhour, rende publiques les atrocités en 1969. Une commission d'enquête a confirmé les crimes, mais seul un soldat, le sous-lieutenant William Calley, a été condamné. Sa peine d'emprisonnement à perpétuité a ensuite été réduite à trois ans et demi d'assignation à résidence. Les officiers supérieurs sont restés impunis. L'utilisation d'armes chimiques telles que l'agent orange n'a jamais fait l'objet de poursuites, bien que les conséquences sanitaires et écologiques se fassent encore sentir aujourd'hui. Les demandes d'indemnisation du Viêt Nam ont été largement rejetées.

## Déclin
Au fur et à mesure que la guerre progressait, en particulier à la fin de la guerre (1968-1973), l'armée américaine au Viêt Nam a été confrontée à une désintégration croissante de la discipline, du moral et de l'efficacité. Cette situation résulte d'une combinaison de facteurs, notamment la longue durée de la guerre, l'opposition croissante à la guerre aux États-Unis, les inégalités au sein des troupes et le stress psychologique de la guérilla. La guerre du Viêt Nam était un conflit asymétrique dans lequel l'armée américaine combattait l'armée nord-vietnamienne (ANV) et le Viêt-cong, qui appliquaient des tactiques de guérilla.
Les batailles se déroulaient souvent sur des terrains inconnus, couverts de jungle, ce qui rendait les tactiques conventionnelles de l'armée américaine inefficaces. Les soldats étaient constamment exposés au danger des embuscades, des mines terrestres et des pièges mortels, ce qui entraînait des niveaux élevés de stress, d'épuisement et l'apparition de troubles psychologiques tels que le syndrome de stress post-traumatique (SSPT). De nombreux soldats se sont tournés vers des drogues telles que la marijuana, 
l'héroïne ou les amphétamines pour faire face au stress psychologique.
L'abus de drogues a sapé la discipline et contribué à réduire l'efficacité des troupes, et malgré la supériorité significative des troupes américaines en termes de technologie et de ressources, aucun succès militaire clair n'a pu être enregistré. La guerre s'est transformée en une guerre d'usure au cours de laquelle les États-Unis ont subi de lourdes pertes sans réaliser de progrès visibles. Il en résulta un sentiment de frustration et de futilité chez les soldats. Cela a très souvent conduit au refus d'obéir aux ordres ou à ce que l'on appelle le « fragging », c'est-à-dire l'assassinat ciblé d'officiers supérieurs

## Résistance

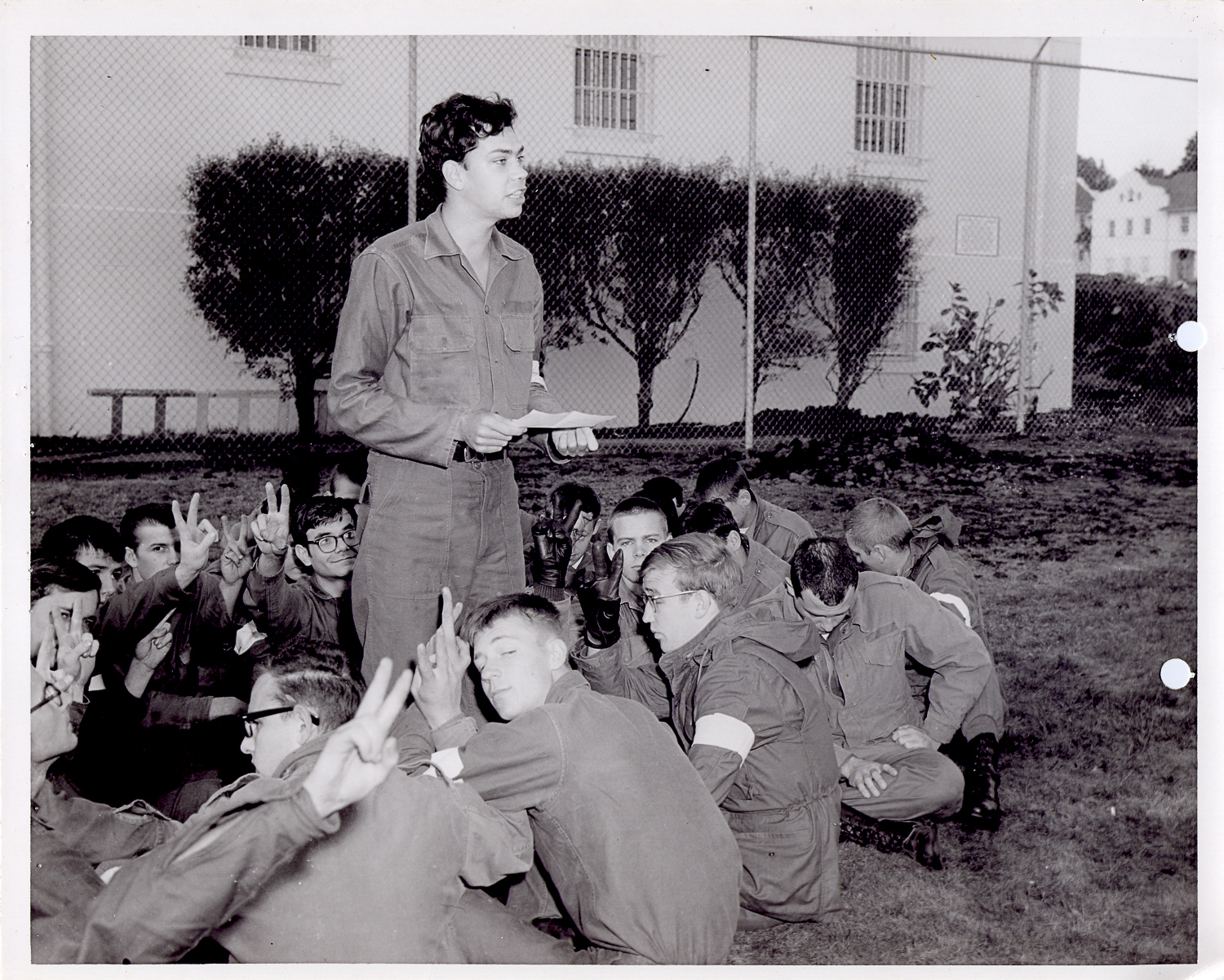
Le Presidio 27 s'est « mutiné » lorsque 27 soldats se sont assis pour protester contre le meurtre de l'un des leurs, les mauvais traitements et la guerre du Vietnam. Le soldat Walter Pawlowski lit leurs demandes.

La protestation contre l'enrôlement dans l'armée américaine pendant la guerre du Viêt Nam était un élément central du mouvement anti-guerre qui a pris de l'ampleur dans les années 1960. De nombreux jeunes Américains, en particulier des étudiants, ont rejeté la guerre qu'ils jugeaient immorale et inutile. La conscription était perçue comme une mesure coercitive injuste qui touchait particulièrement les groupes défavorisés. De nombreux conscrits tentent d'y échapper en s'enfuyant au Canada, tandis que d'autres s'engagent dans une résistance symbolique en brûlant publiquement leur carte de conscription, ainsi qu'au sein même de l'armée. Dans plusieurs villes, notamment à proximité des bases militaires, des « G.I. Coffeehouses » sont fondés. Ces lieux offraient aux soldats une plate-forme pour échanger des idées, obtenir des informations et parler de leurs expériences de la guerre du Viêt Nam. Ils sont devenus des centres de protestation et d'organisation internes Les soldats engagés dans la guerre du Viêt Nam expriment de plus en plus leur mécontentement à l'égard des conditions et de la conduite de la guerre. De nombreux soldats ont fait état d'une perte de confiance dans la légitimité de la guerre, ce qui a entraîné une augmentation des désertions et du refus d'exécuter les ordres. Certaines unités ont organisé des manifestations clandestines et exprimé leurs opinions en formant des groupes pour la paix et la justice.

### Fort Hood Three
Les Trois de Fort Hood étaient le soldat de première classe James Johnson, le soldat David A. Samas et le soldat Dennis Mora, qui ont refusé de participer à la guerre du Viêt Nam en 1966. Ils estimaient que la guerre était immorale et qu'ils ne voulaient pas se battre pour un pays qui, selon eux, poursuivait des pratiques injustes. Ces soldats, dont le futur activiste anti-guerre David Hawkins, ont été traduits en cour martiale et ont reçu des sanctions sévères, ce qui a permis de faire connaître au public leur protestation et leur opposition à l'enrôlement.

### Fort Lewis Six
Les Six de Fort Lewis étaient un groupe de six soldats, le soldat de première classe Manuel Perez, le soldat de première classe Paul A. Forest, le spécialiste 4 Carl M. Dix Jr, le soldat James B. Allen, le soldat de première classe Lawrence Galgano et le soldat de première classe Jeffrey C. Griffith, qui ont refusé de participer à la guerre du Viêt Nam, arguant du fait que la guerre était illégale. Leur refus a donné lieu à des mesures disciplinaires et à une cour martiale.

### Presidio 27
Le Presidio 27 est un groupe de 27 soldats qui ont participé à une manifestation assise à la base militaire de Presidio, en Californie, en 1971. Ils ont refusé de participer à la guerre du Viêt Nam et ont exigé des autorités militaires qu'elles améliorent les conditions de vie des soldats et qu'elles mettent fin à la guerre. Cette manifestation a été l'une des formes les plus visibles de résistance interne et les soldats ont été traduits en cour martiale pour leur désobéissance. La manifestation assise a attiré l'attention de tout le pays et a fait prendre conscience du mécontentement au sein de l'armée.